# Кирквуд (Илиноис)
Кирквуд (енгл. Kirkwood) град је у америчкој савезној држави Илиноис.

## Демографија
По попису из 2010. године број становника је 714, што је 80 (-10,1%) становника мање него 2000. године.
| Група             | 2000.       | 2010.       |
| Белци             | 773 (97,4%) | 689 (96,5%) |
| Афроамериканци    | 0 (0,0%)    | 2 (0,3%)    |
| Азијати           | 2 (0,3%)    | 4 (0,6%)    |
| Хиспаноамериканци | 10 (1,3%)   | 13 (1,8%)   |
| Укупно            | 794         | 714         |